# Aerekapel
De Aerekapel of Mariakapel is een kapel in Haler in de Nederlandse gemeente Leudal. De kapel staat op de hoek van de Moosterstraat met de Roodvenweg ten noorden van de dorpskern.
Op ongeveer 440 meter naar het zuidwesten staat de Sint-Remigiuskapel en op ruim een kilometer naar het zuiden de Kruiskapel.
De kapel is gewijd aan de heilige Maria.

## Geschiedenis
Kort voor de Eerste Wereldoorlog werd de boerderij De Aerenhof gebouwd en van de bakstenen die over waren van de bouw werd in de nabijheid de Aerekapel gebouwd.

## Gebouw
De bakstenen kapel is opgetrokken op een rechthoekig plattegrond en wordt gedekt door een zadeldak met oranje pannen. In de beide zijgevels bevindt zich elk een klein rechthoekig venster, enkele smeedijzeren muurankers en onder de dakrand een bloktandlijst. De frontgevel is wit geschilderd en heeft een bakstenen klimmend fries. Hoog op de frontgevel is een forse houten kruis met corpus opgehangen. In de frontgevel bevindt zich de rechthoekige ingang van de kapel die wordt afgesloten met een houten deur.
Van binnen is de kapel wit gepleisterd en de achterwand is versierd met houten inlegwerk. Voor de achterwand staat de altaartafel. Hierboven is een nis gemaakt die versierd is met een kruis, een hart en een anker die symbool staan voor geloof, hoop en liefde. In de nis staat een gipsen beeld van de heilige Maria met naast haar haar kind Jezus.